# Port de Jyväskylä
Port de Jyväskylä (finnois : Jyväskylän satama) est un port en bordure du lac Jyväsjärvi dans le quartier de Lutakko à Jyväskylä en Finlande.

## Description
C'est le port de passagers le plus septentrional du  Lac Päijänne.
Le port le plus au nord du lac Päijänne, sert de point de départ pour diverses croisières, telles que le M/S Rhea, M/S Hilja, le M/S Satu ou les croisières Päijänne-Risteilyt,,.
De Jyväskylä, il est possible naviguer vers Lahti, Jämsä, Suolahti, Laukaa et Viitasaari.
Il est aussi possible de naviguer en bateau équipé de saunas comme le M/S Löyly, SS Kippari, M/S Selipaatti ja  Saunalautta M/S Sininen Piippu.
La piste côtière permet d'accéder au port à bicyclette et le port offre 46 places aux bateaux de plaisance.
Le port compte de nombreux cafés et restaurants.
La place Lutakonaukio dans le port est connue pour ses événements, du Neste Rally au festival Suomipop.
Dans le port se trouve le Pavillon du port (finnois : Satamapaviljonki) qui est un bâtiment protégé de l'histoire culturelle de Finlande.
Le port accueille environ 40 000 passagers par an.

## Galerie

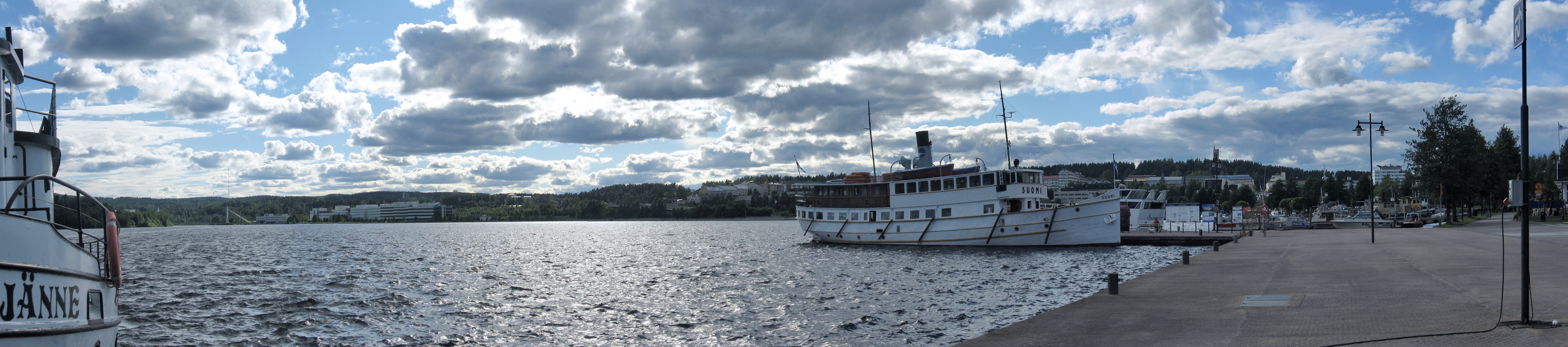
Vue panoramique du port.

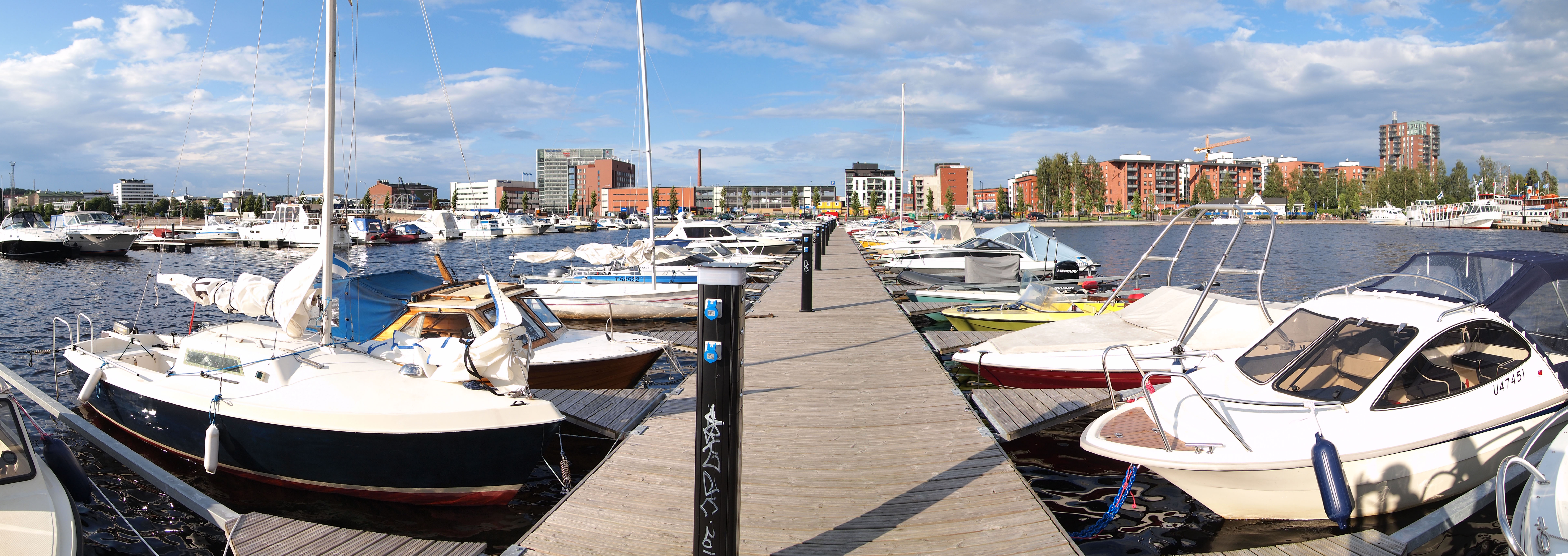
Le port de plaisance.
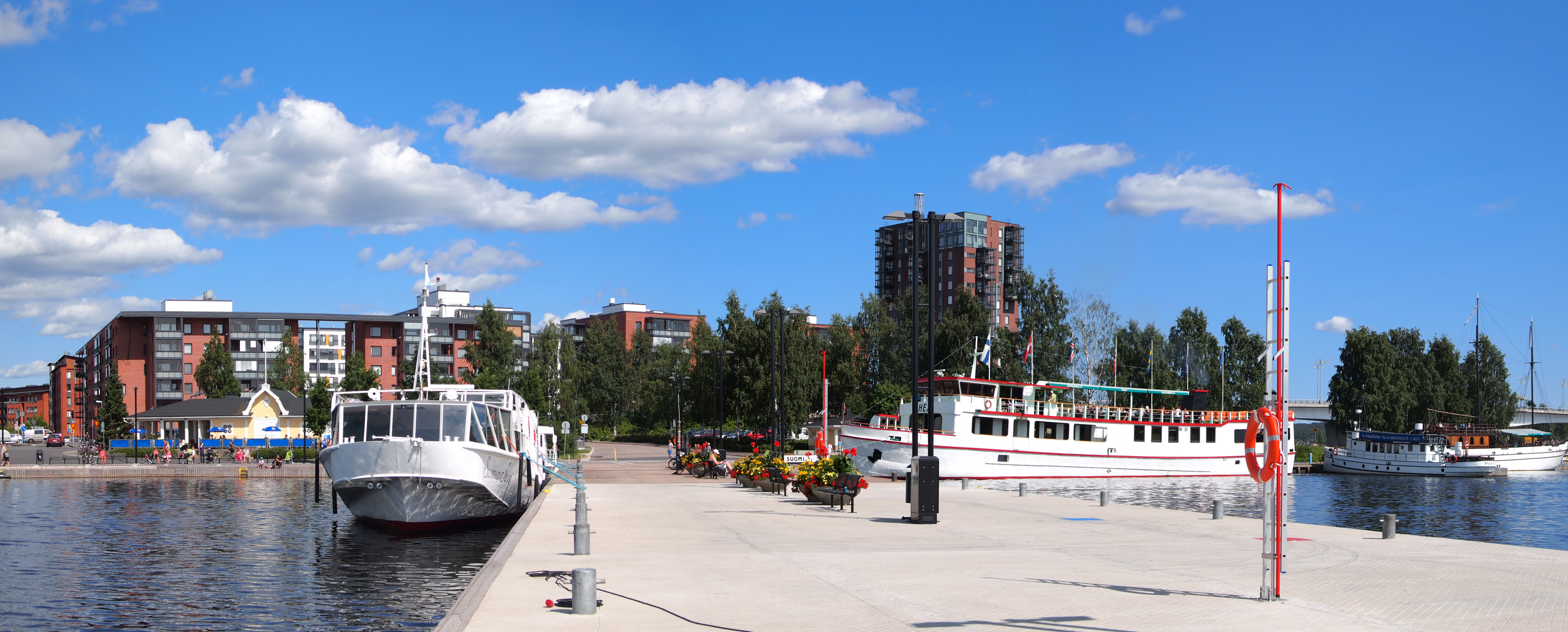
Un quai.
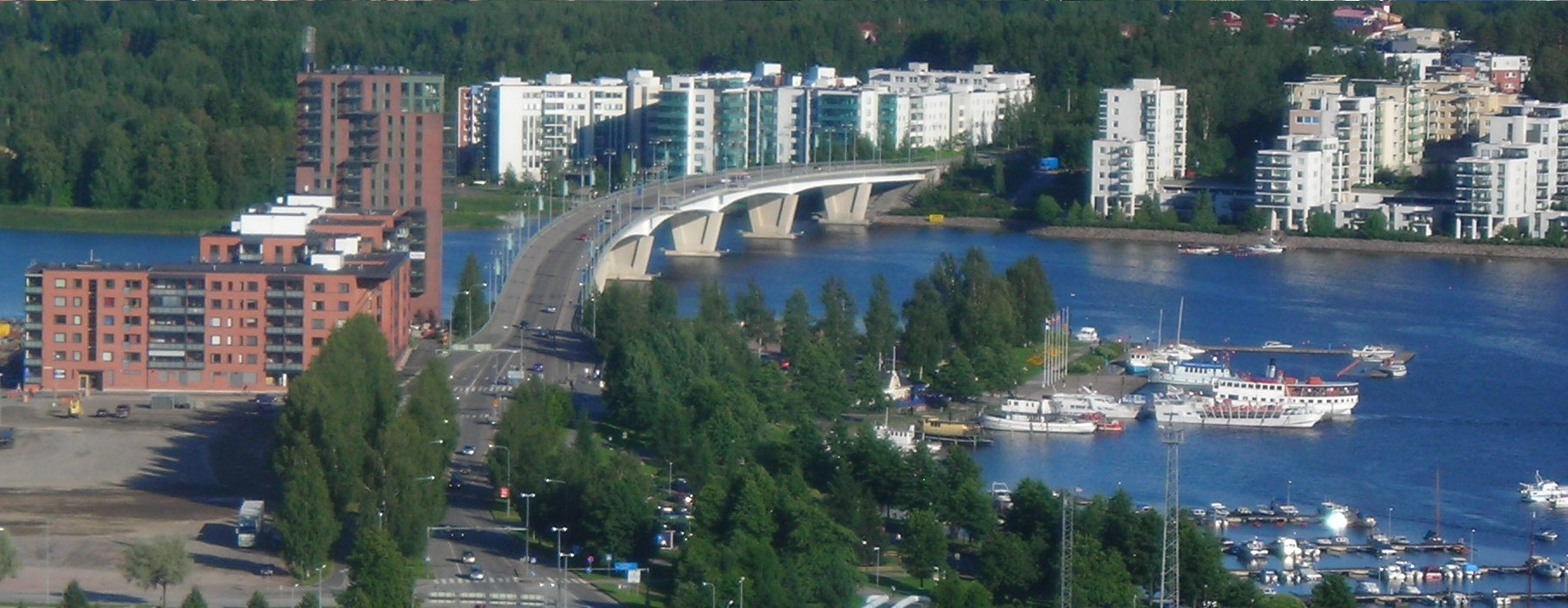
Le pont de Kuokkala et le port.
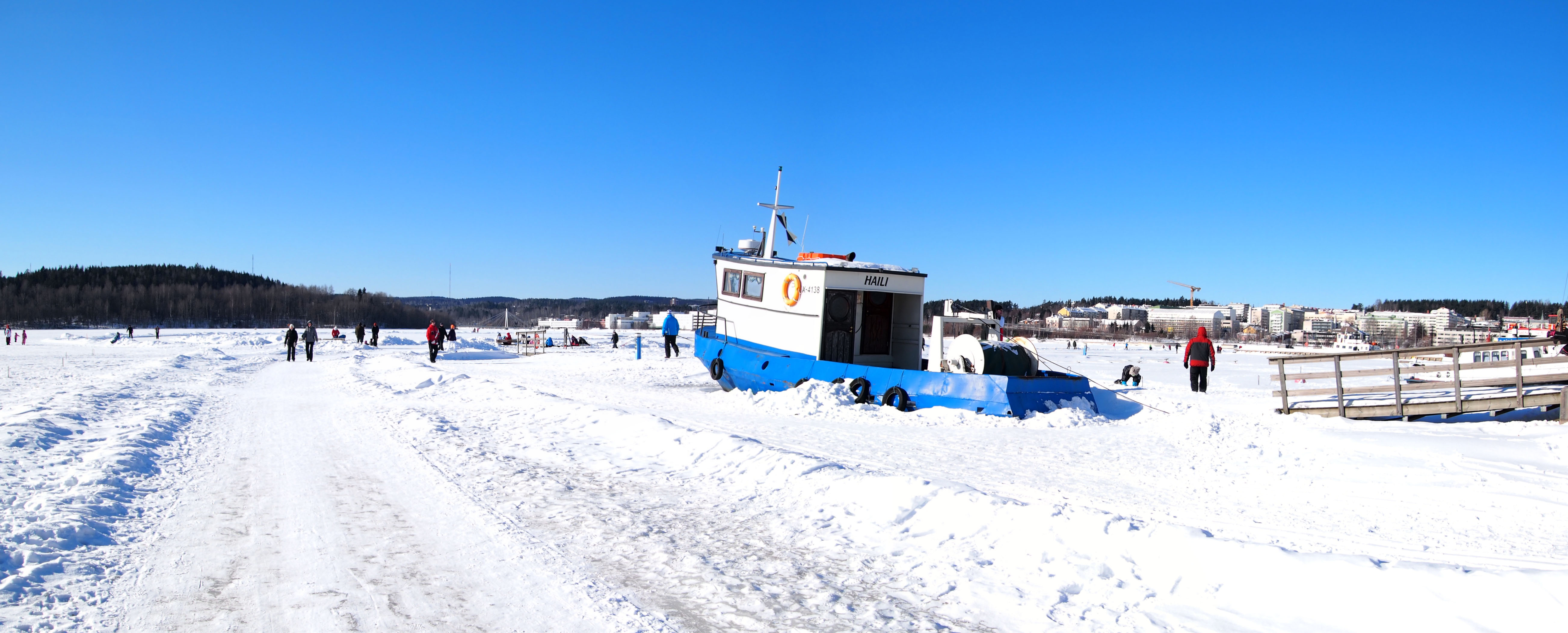
Le port en hiver.